# دهستان قمرود
دهستان قمرود یکی از دو دهستان تشکیل دهنده بخش مرکزی شهرستان قم در استان قم ایران می‌باشد.

## جمعیت
جمعیت این دهستان در سال ۸۵ برابر با ۶۶۱۵ نفر بوده‌است.
مرکز این دهستان، روستای قمرود می‌باشد که 1703 نفر جمعیت دارد.

## روستاها
این دهستان ۴۰ روستای مسکونی دارد که مهم‌ترین آن‌ها پس از قمرود عبارتند از:
ملک‌آباد - کوه سفید - قلعه صدری - شهرک دام - قلعه سلطان باجی - قشلاق ملک قلعه. مسیله. سیدآباد. محمدآباد. کاج. مشک آباد. باقر آباد. کورکل. صفراباد

## جستار های وابسته
- قمرود (قم)